# Klaus Scholtissek
Klaus Scholtissek (* 1962 in Kelkheim (Taunus)) ist ein deutscher Theologe, Neutestamentler und Diakoniegeschäftsführer.

## Leben
Klaus Scholtissek besuchte das Gymnasium in Haltern am See und studierte von 1981 bis 1986 Katholische Theologie an den Universitäten Münster und Freiburg. 1990 wurde er an der Universität Münster promoviert. Nach seiner Priesterweihe in der römisch-katholischen Kirche 1991 war er zunächst in der Seelsorge in Warendorf tätig.
Scholtissek hatte Lehraufträge an der Universität zu Köln, der Philosophisch-Theologischen Hochschule Sankt Georgen und der Universität Würzburg, wo er sich habilitierte. Von 2000 bis 2004 war er Studiendekan des ökumenischen Theologischen Studienjahres in Jerusalem; parallel hatte er eine Gastprofessur an der Benediktinerhochschule Sant’Anselmo in Rom sowie eine Lehrstuhlvertretung an der Universität Koblenz-Landau.
2004 schied er aus dem Priesteramt aus. Er konvertierte zur Evangelischen Kirche und wurde durch Christoph Kähler, Landesbischof der Evangelisch-Lutherischen Kirche Thüringen, 2008 ordiniert.
Nach dem Ausscheiden aus dem Priesteramt war er von 2005 bis 2007 Berater für Change Management in Non-Profit-Organisationen. Seit 2009 ist er Vorstandsvorsitzender des Michaelisstiftes Gefell und der Evangelischen Stiftung Christopherushof, Bad Lobenstein sowie seit 2015 Vorstand der Stiftung Sophienhaus Weimar. Seit 2009 ist er zudem Geschäftsführer der Diakoniestiftung Weimar Bad Lobenstein gGmbH. Scholtissek ist seit 2009 Vorstandsmitglied des Diakonischen Dienstgeberverbandes der Diakonie Mitteldeutschland (2010 bis 2018 als Vorstandsvorsitzender). Zwischen 2012 und 2018 war er Vorstandsmitglied des Verbandes der Diakonischen Dienstgeber Deutschlands, Berlin. Seit 2014 ist er Mitglied im Diakonischen Rat des Diakonischen Werkes Evangelischer Kirchen in Mitteldeutschland.
2012 erfolgte die Ernennung zum Privatdozenten an der Theologischen Fakultät der Friedrich-Schiller-Universität Jena im Fach Neues Testament mit entsprechender Umhabilitation. 2019 wurde er zum apl. Professor an der Theologischen Fakultät der Friedrich-Schiller-Universität Jena im Fach Neues Testament ernannt.
Scholtissek ist verheiratet und Vater zweier Kinder.